# Smartisan T1
Smartisan T1（或称“锤子手机（T1）”）是一款由中国大陆科技公司锤子科技开发、富士康代加工的智能手机，原生搭载Smartisan OS 1.0版本。2014年5月20日，锤子科技创始人罗永浩在北京举办的锤子科技产品发布会上正式发布。

## 设计

### 硬件
Smartisan T1硬件外观设计由美国Ammunition设计工作室创始人、前苹果公司工业设计总监罗伯特·布伦纳主持设计。设计团队称，设计使用了全方位左右对称的设计风格，整体采用圆角矩形的造型，前后面板均采用康宁第三代大猩猩玻璃。Smartisan T1采用高通骁龙801（MSM8274AC）四核处理器，该处理器为Krait 400架构，采用28nm的HPm节能型移动工艺技术制造。主摄像头采用索尼出品1278万有效像素Exmor RS™堆栈式图像传感器摄像头，ƒ/2.0光圈镜头，在影像优化方面采用同三星电子Galaxy S4欧版一样的日本富士通的Milbeaut Mobile影像解决方案，配合Acutelogic 4.0白平衡算法以及Arcsoft的场景识别与夜景降噪技术。罗永浩谈及为此曾多次赴日本与厂商进行业务洽谈。屏幕采用日本JDI公司的4.95英寸Pixel Eyes™IPS显示屏，该屏幕将触控层内建至液晶层。在音频方面Smartisan T1开发团队并没有采用较贵的三芯片解决方案，而是使用德州仪器发烧级运放IC芯片OPA2604，支持在最高192kHz/24bits的音频解析度下的ALAC、FLAC、APE、WAV等音频文件。并聘请音乐人张亚东和左小祖咒参与音质调试工作。在发布会上罗永浩称此条件下Smartisan T1的音频曲线十分接近采用三芯片方案的vivo Xplay 3S，官方甚至称“锤子手机最终具有了挑战一切智能手机的Hi-Fi音质”。Smartisan T1采用窄边框设计，拥有83.8%的表面玻璃覆盖率，正面上部将光线感应器与距离感应器一起集成在了听筒中，正面下方有三枚3D玻璃实体按键，分别为菜单键、Home键和返回键，菜单键和返回键分别在Home键两侧对称设计，可设定功能互换以方便用户左右手使用习惯，而机身左右两侧则各有一对按键对称设置，可分别自定义用于音量或者亮度的调节。手机的背面采用的3D弧面玻璃由数控机床磨制。手机有白色和黑色两个版本，不支持扩展卡。
锤子科技还为Smartisan T1提供了原厂的加厚版电池，采用类外壳式设计。该背夹电池拥有多种色彩，需要通过包装标配的工具拆卸原机后盖进行安装，而在替换多彩后壳的电池后，系统的主题颜色也会相应改变。而手机所使用的micro SIM卡也同样需要用工具拆下螺丝后打开玻璃后盖进行更换。

### 软件
Smartisan T1原生搭载Smartisan OS 1.0版本，该系统基于Android 4.4操作系统。该版本系统较之前版本，官方声称有150多项新特性，包括9至81宫格界面、短信弹窗、长微博功能等，可自定义主题，但不可更换壁纸。但该系统仍旧保留有Android原生的桌面供用户自由切换。Smartisan OS 1.0还针对单手操作进行了优化，“拇指下拉悬停”功能可以将手机屏幕下拉为3.5寸显示区域，以方便单手操作时拇指可以够到角落的按钮。系统还支持名叫“欢喜云”的云服务，并内置“Smartisan应用商店”。

### 包装

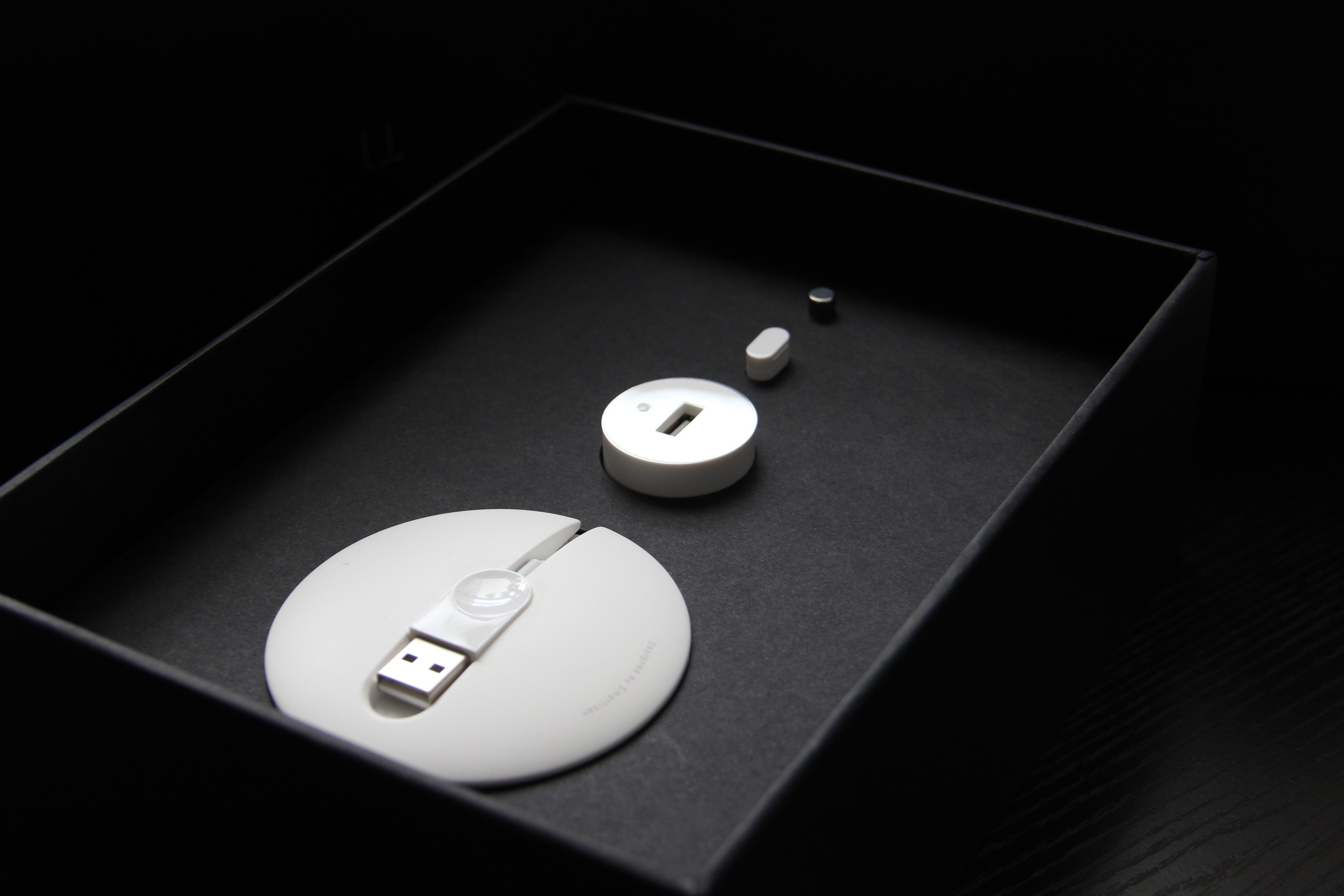
Smartisan T1的附件：从左下起为缠绕在绕线器上的适配线、电源适配器、手机后盖备用螺丝和开启后盖用的螺丝刀。

Smartisan T1的包装盒由英国纸业James Cropper合作生产，内附有缠绕在绕线器上的适配线、电源适配器、手机后盖备用螺丝和开启后盖用的螺丝刀。

## 发布
早在2014年5月19日，型号为SM701的锤子手机就已经被在工信部网站上可以查找到相关信息，许可证号码为02-B217-141621。从当时工信部流出图片上显示手机采用近似方形的设计，有评论认为给人一种“iPhone 4S放大复刻版”的感觉。
2014年5月20日，锤子科技在北京国家会议中心召开新品发布会，罗永浩在发布会上表示售价分别为16GB版3000元、32GB版3150元，当天起接受预定，并在7月初正式发货。罗永浩还表示4G版本Smartisan T1的16GB版售价3500元、32GB版则为3650元，前期4G版暂无电信版，预计2014年年底前上市。

## 命名
2014年5月20日上午，有细心的网友发现罗永浩所发表的微博，其来源由“Smartisan手机”变成了“Smartisan T1”。在产品发布会上罗永浩表示多数人认为“锤子手机”之名较为不雅，遂采用英文命名。罗永浩也提到最早曾设想将手机命名为Smartisan One或者S1，但由于会与HTC及三星的手机重名而放弃（注：现有命名并未与三星的手机重名，但后续机型可能重名，最终借用Logo图形命名为“Smartisan T1”。发布会上罗永浩同时也表示，如不出意外，后续产品将按照T2、T3这样的排比方式命名。而另有消息指锤子手机T1的命名与天天动听旗下一款耳机同名，天天动听已为其公司的T1耳机进行了商标注册，因此锤子手机T1可能涉及侵犯商标权。

## 销售
在发布当天，Smartisan T1购买者就可以在预订页面上以300元订金加入预订队列，在原有官方页面之外，锤子科技还购买了t.tt作为新的官网域名。销售方还与招商银行签订了合作，可以采用24个月分期的方式进行手机的购买。买发布会现场入场票的用户则可以享受优先购买和门票价等值折扣优惠，并且可以同前一年的Smartisan OS发布会门票进行累计折扣。锤子科技还额外提供200元的意外保险以供用户选择，购买保险后，在一年内可以有两次机会对被摔坏的手机屏幕进行免费的维修。
在2014年12月6日时，Smartisan T1的销量为12.2万部。截止2015年8月25日，其销量为25.5万余部。

## 评价
Smartisan T1发布后，有媒体认为罗永浩旗下的锤子科技将手机的目标用户定位为罗永浩的粉丝群体，而手机的研发投资与其公司的融资额相当，所以若Smartisan T1在市场上成功，则后续机型也将延续，若失败则将成了“一锤子买卖”。罗永浩自称Smartisan T1为“东半球最好用智能手机”，原本的定价在4000元，但在遭到大众的抱怨后将价格定为3000元。而又部分评价则认为按照Smartisan T1的配置在中国大陆产手机中属于偏高，认为其配置参数在中国大陆属于主流水平，若为其他品牌则仅仅只需售价1000元左右。方舟子在Smartisan T1发布后向北京市工商行政管理局朝阳分局举报锤子科技公司在产品宣传中涉嫌虚假广告，其用词涉嫌违反《中华人民共和国广告法》第二章第七条第三款“使用国家级、最高级、最佳等用语”以及第二章第十二条“广告不得贬低其他生产经营者的商品或者服务。”第三章第二十一条“广告主、广告经营者、广告发布者不得在广告活动中进行任何形式的不正当竞争。”等。另有知情人士爆料称Smartisan T1硬件成本为1600-1700元人民币，首笔订单由富士康承接，数量为20万台左右。也有评论将Smartisan T1称为“史上最具争议的智能手机”。
注：在方舟子向北京市工商行政管理局举报后锤子科技即将其宣传语改为“全球第二好用的智能手机”；在苹果公司的iPhone 6推出后又改为“我们眼中全球第二好用的智能手机”。
Smartisan T1获得2015年IF產品設計獎金奖，其包装也获得了設計獎。 

## 发货
在发布会上罗永浩承诺T1将会于七月初发货，但后来罗永浩本人的新浪微博上公布富士康的产线暂未达到最佳状态，日产量仅能达到1000部，后又将产线移至廊坊富士康。因此锤子科技也将预定方式从300元订金预定改为零元预定，已预定的客户会获得300元的优惠券，并且可以选择保持预定、退款保持排队位置、及退款并取消预订；3000元全款预定的客户可额外赠送价值200元的意外保险。直到9月中旬锤子科技对外公布称产能已实现爬坡，可开放购买。